# Никульцев, Сергей Васильевич
Сергей Васильевич Никульцев (7 (20) октября 1916, Егорьевск, Рязанская губерния (ныне в Московской области) — дата смерти неизвестна) — советский футболист, выступавший на позиции защитника. Сыграл не менее 18 матчей в высшей лиге СССР.

## Биография
Начинал играть в футбол на взрослом уровне в егорьевских командах «Динамо» и «Красное Знамя», в их составе участвовал в матчах первых розыгрышей Кубка СССР. В 1937 году перешёл в ленинградское «Динамо», в его составе сыграл первый[уточнить] матч в классе «А» 31 августа 1939 года против сталинградского «Трактора». В 1939 году перешёл в минское «Динамо», в его составе сыграл 10 матчей в классе «Б» в 1940 году и 10 матчей в прерванном войной чемпионате страны в 1941 году. Во время войны выступал за резервные команды московского «Динамо».
В 1945 году стал чемпионом страны в составе московского «Динамо», сыграл 5 матчей в сезоне. Участвовал в турне команды по Великобритании, но на поле не выходил. На следующий год провёл два матча в чемпионате, затем перешёл в ленинградское «Динамо», в котором до конца карьеры не провёл ни одного официального матча.
Дальнейшая судьба неизвестна.